# Alfa Romeo Giulia Limousine (105/115)
Die Giulia war eine von Mitte 1962 bis Ende 1977 hergestellte, viertürige Limousine der Baureihe 105/115 des italienischen Automobilherstellers Alfa Romeo.

## Baureihe 105/115
Zu der Baureihe 105/115 gehörten – neben der Giulia – die Modelle GT Bertone, Spider, Berlina, Zagato, Montreal, sowie die raren Sondermodelle Giulia TZ und Tipo 33. Der Name Giulia wurde erstmals bei Modellen der Baureihe 101 (Giulia Spider, Giulia Sprint Speziale, Giulia Sprint) verwendet, und später in der Baureihe 105 (Giulia Limousine, GT Bertone, Giulia TZ) weiter übernommen. Im Sprachgebrauch unter Alfisti ist mit Giulia bei Oldtimern meist die Giulia Limousine der Baureihe 105/115 gemeint. Die Limousinen werden bei Alfa als „Berlinas“ bezeichnet.

## Konzept und Präsentation

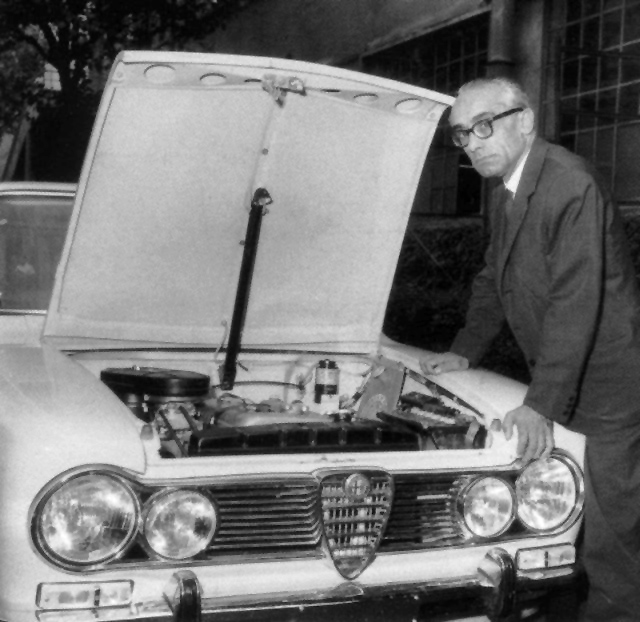
1963 Orazio Satta Puliga und Alfa Romeo 1600 TI

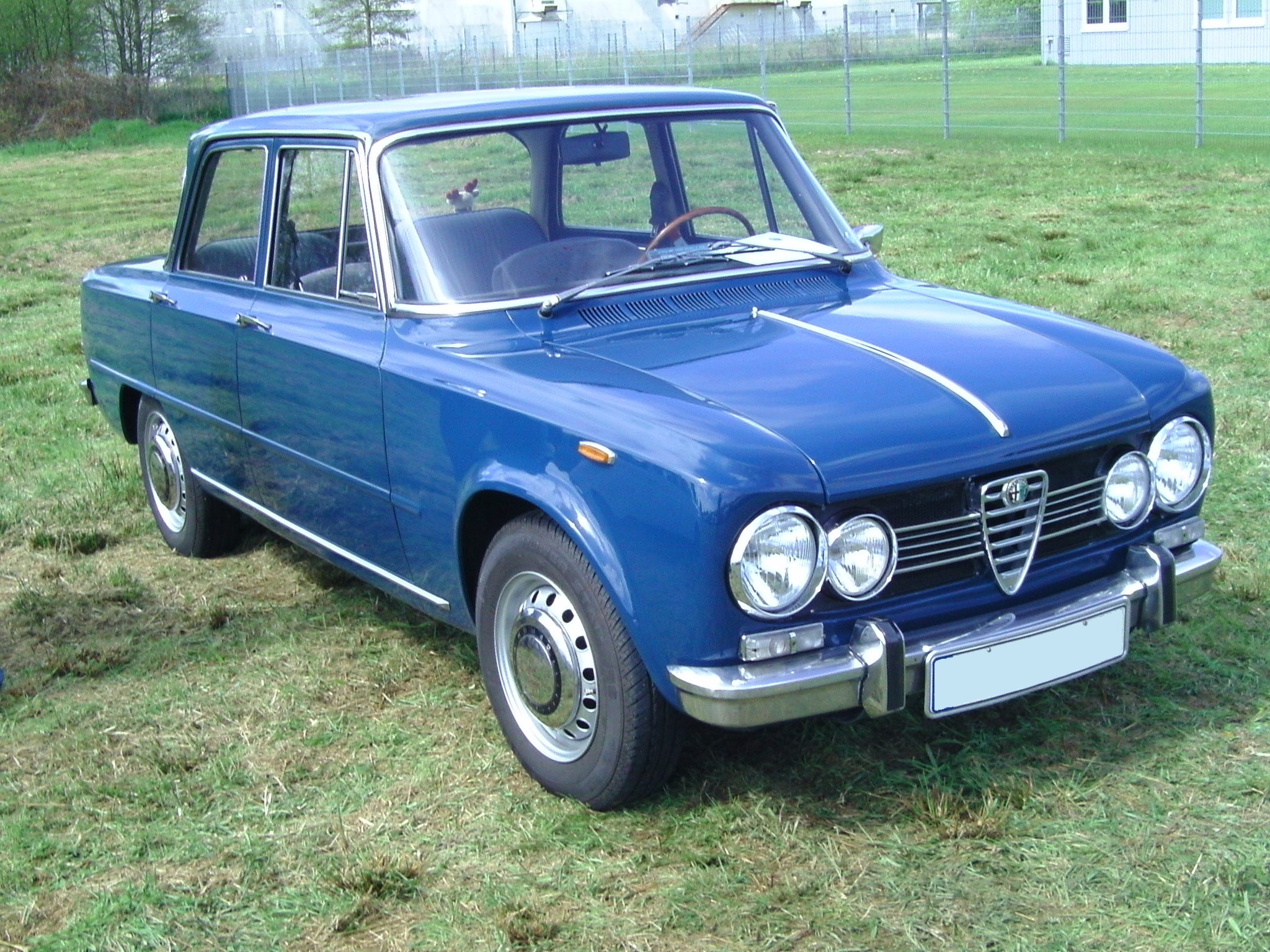
Giulia Super 1600

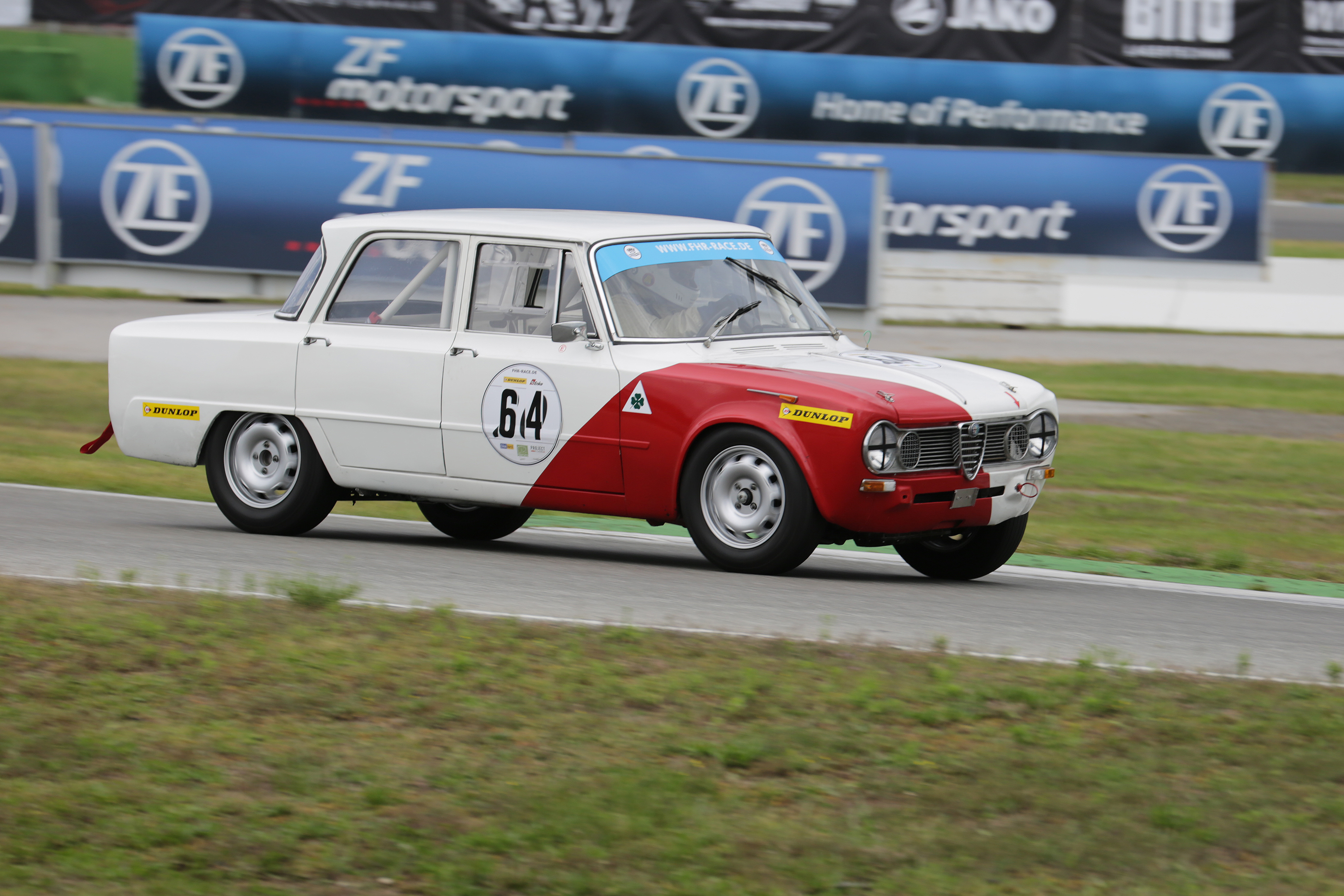
Giulia Super TI 1600 im historischen Motorsport (2021)

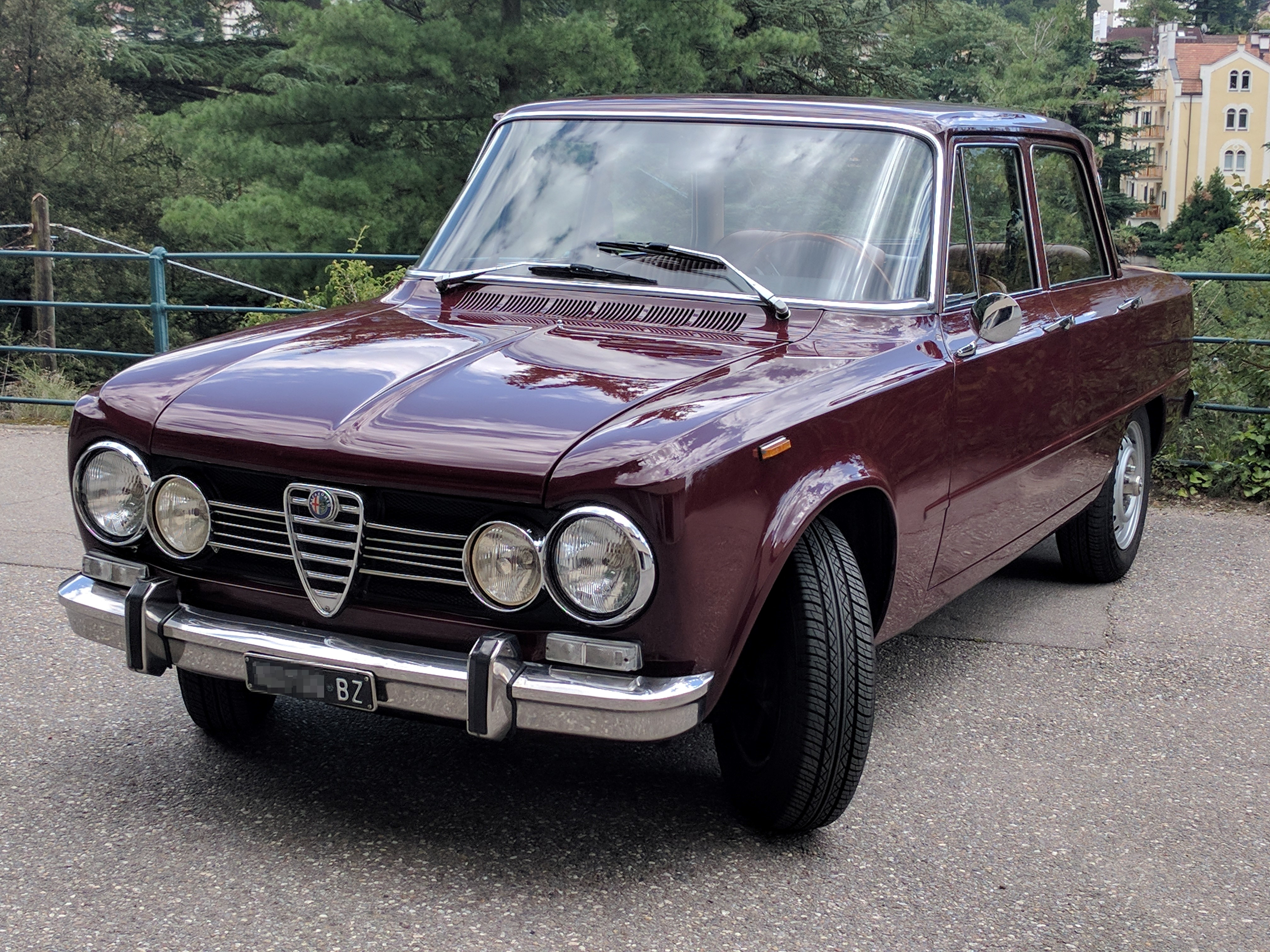
Alfa Giulia Super 1.3 (1972)

Das Entwicklungsziel war um 1959 eine geräumige, familientaugliche, sichere und sportliche Limousine zu bauen. Alfa Romeo leistete bei dem Modell einen hohen Planungs- und Testaufwand, auch mit dem Anspruch, in großen Stückzahlen zu produzieren. Chef-Konstrukteur der Giulia-Baureihe war der Ingenieur Orazio Satta Puliga. Vorgänger der Giulia war die Giulietta, von der der Name – ohne Verkleinerungsform – übernommen wurde. Die Technik wurde dabei in den Grundzügen, aber mit etlichen konstruktiven Verbesserungen von der Giulietta übernommen. Die im Vergleich zur Vorgängerin deutlich geräumigere Limousine, die am 27. Juni 1962 auf den Markt kam, hieß nicht mehr Giulietta Berlina, sondern nur Giulia (mit dem Zusatz TI, für Turismo Internazionale). Die neue Giulia TI hatte einen 1600er Motor mit 92 PS (68 kW), gut für 170 km/h und mehr, im Vergleich zu Limousinen der Hubraumklasse von anderen Marken eine überdurchschnittliche Leistung. Das war die Leistungsklasse eines Porsche 356 B/S90, aber mit dem Platz für eine Familie und Gepäck. Eine Werbeanzeige von Alfa Romeo lautete damals: „La macchina di famiglia che vince le corse“ (Das Familienauto, das Rennen gewinnt). Insofern war die Giulia ein Vorreiter des Konzeptes der Sportwagen-Limousine, welches zum Beispiel VW 1976 mit dem Golf GTI auch erfolgreich umsetzte. Sie hatte eine sehr charakteristische Form, die bei der Präsentation 1962 auf der Rennstrecke Monza nicht allen auf Anhieb gefiel. Anders als beim GT Bertone, der Berlina und dem Spider wurde das Design der Giulia Limousine hausintern bei Alfa Romeo entworfen, Designer war Giuseppe Scarnati vom Centro Stile Alfa Romeo. Der etwas hohen und kantigen Form der Giulia sah man nicht an, dass sie im Windkanal getestet worden war. Sie hatte einen für damalige Verhältnisse geringen Widerstandsbeiwert (cw) von 0,34. Konstrukteur Orazio Satta Puliga hatte auch Flugzeugbau studiert, daher legte er auf die strömungsgünstige Karosserie der Giulia Limousine großen Wert. Der geringe Luftwiderstand basierte auch auf dem Kammheck-Prinzip der hinteren Dachlinie und des Kofferraumdeckels. Die Giulia hatte als eines der ersten Serienfahrzeuge eine stabile Sicherheitsfahrgastzelle mit definierten Knautschzonen an Front und Heck. 1963 testete die auto motor und sport (AMS) die neue Giulia TI und bescheinigte ihr: „… eine Überlegenheit, die man nur mit Maßen ausnutzen darf, wenn man nicht die übrigen Verkehrsteilnehmer ängstigen oder verärgern will.“

## Modellhistorie
Nach der Giulia TI folgte 1963 die Spitzenversion TI Super, diese leistete 112 PS (82 kW) und fuhr maximal 190 km/h. Die Motor-Mehrleistung gegenüber der Giulia TI kam durch größere Doppelvergaser (Weber 45 DCOE-14), andere Nockenwellen und eine erhöhte Verdichtung. Die gewichtsreduzierte (nur 910 kg) Giulia TI Super wurde zwischen 1963 und 1964 in nur 501 Exemplaren für die Homologation der Gruppe 2 produziert und ausschließlich an Privatrennfahrer abgegeben. Es ist bis heute die meistgesuchte Variante, für die auch höhere Preise gezahlt werden.
Mitte 1964 erschien die Giulia 1300 mit 78 PS (57 kW) und einfacherer Ausstattung. Um den sportlichen Ruhm der ti Super auch in der Großserie zu nutzen, lancierte Alfa Romeo 1965 das Modell Giulia Super und schuf damit den Höhepunkt der Modellreihe, der die Legende der Giulia maßgeblich mit beeinflussen sollte. Der Motor leistete dank zweier Doppelvergaser nun 98 PS (72 kW), gut genug für eine Spitze von 175 km/h. Da sie darüber hinaus deutlich an Chromschmuck zugelegt und einen edleren Innenraum erhalten hatte, verkaufte sie sich vom Start weg hervorragend.
1966 erschien in Gestalt der 1300 ti ein Basismodell mit 82 PS (60 kW), das sich bis 1972 in über 144.000 Exemplaren verkaufen ließ. Durch den Erfolg der Super, und auch um Verwechslungen mit der 1300 ti zu vermeiden, nahm Alfa Romeo das Urmodell ti 1967 aus dem Programm.
Eine abgespeckte 1600er erschien nur im italienischen Markt 1969 als Giulia 1600 S mit 95 PS (70 kW), der allerdings kein Erfolg beschieden war und die 1970 wieder eingestellt wurde. Im selben Jahr kam auch die kleine 1300er zu ihrem Leistungsmaximum als Giulia 1300 Super (89 PS / 65 kW) und wurde ab April 1972 auch äußerlich an das große Modell angeglichen (ital.: unificata), trug nun also auch den Doppelscheinwerfergrill und die hochwertige Innenausstattung. Von 1972 bis 1974 wurden diese Angleichungen an das größere Modell als Alfa Romeo Super 1.3 bzw. 1.6 bezeichnet und erhielten diesen Schriftzug am Heck.

### Modellpflege

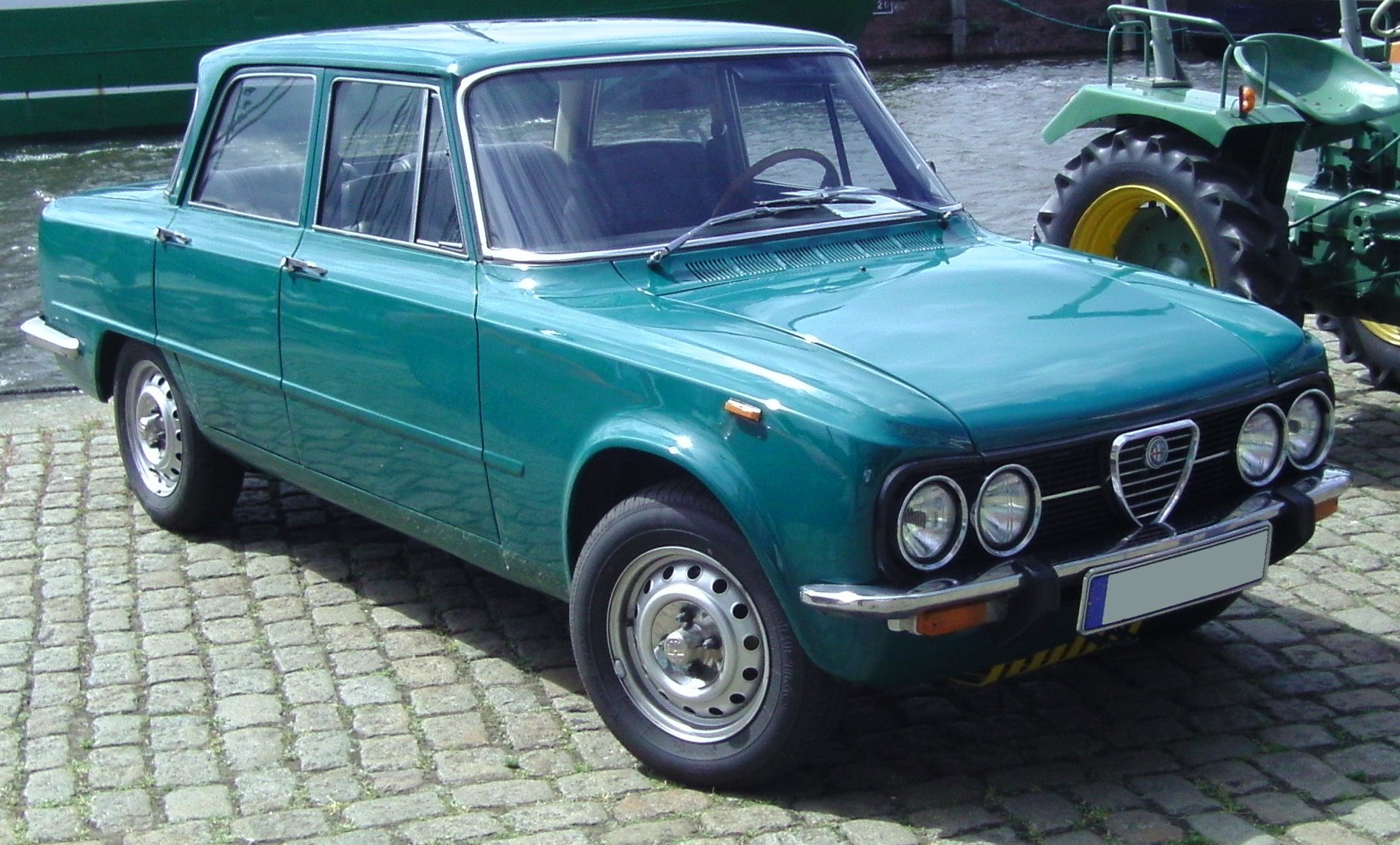
Giulia Nuova (1974–1977)

Im Sommer 1974 wurde aus der Giulia (Super) mit umfassender Modellpflege die weniger beliebte Nuova Super. Fahrwerk und Fahrleistungen waren verbessert, im Stil der Zeit bekam sie einen dunklen Kunststoffgrill und Doppelscheinwerfer von gleicher Größe. Das Knochenheck mit der charakteristischen Sicke wurde zugunsten einer glatten Kofferraumhaube geändert. Das Fahrzeug war mit Scheibenbremsen rundum, Fünfganggetriebe, Kunstleder-Innenraum, Veloursteppich, Holzlenkrad und umfangreicher Instrumentierung besser als die vergleichbare BMW-02-Reihe ausgestattet.
Mit einem wenig spritzigen 55 PS-(40 kW)-Dieselmotor der britischen Perkins Engines Co. kam 1976 das Modell Nuova Diesel hinzu, das aber nur in Italien angeboten wurde.
Ende 1977 lief die Produktion der Giulia nach über 16 Jahren und insgesamt 572.646 Fahrzeugen aus. Die Giulia war damit ein sehr erfolgreiches Modell, für manche ist sie auch der Alfa Romeo schlechthin.

### Grafische Modellübersicht
Diese tabellarische Übersicht zeigt alle Modellvarianten der Giulia Limousine:
[1] nur ein Fahrzeug

[2] ein Fahrzeug im Jahr 1968

[3] Lenkradschaltung

[4] ab 1966 mit Bremsscheiben Dunlop/ATE

[5] Knüppelschaltung

[6] Mod. Unificata
Die Zahlen in den Produktionsjahren stellen die Anzahl der produzierten Fahrzeuge dar (nach Dasse).
Oftmals fand ein Modellwechsel innerhalb eines Jahres statt und der Übergang zwischen den Modellen ist fließend, sodass die Stückzahlen pro Modell nur nach der VIN unterschieden werden können. Hier ist die Summe nur pro Jahr und Typ aufgeführt, nicht nach Facelift bzw. Modellpflege. Ein Beispiel: Typ 115.09 im Jahr 1972 gebaut kann eine Giulia 1300 Super sein, aber auch eine Giulia Super 1.3. Der Modellwechsel fand fließend im Mai 1972 statt. In Summe wurden von beiden Modellen 1972 23.555 Stück gebaut.

## Kombi

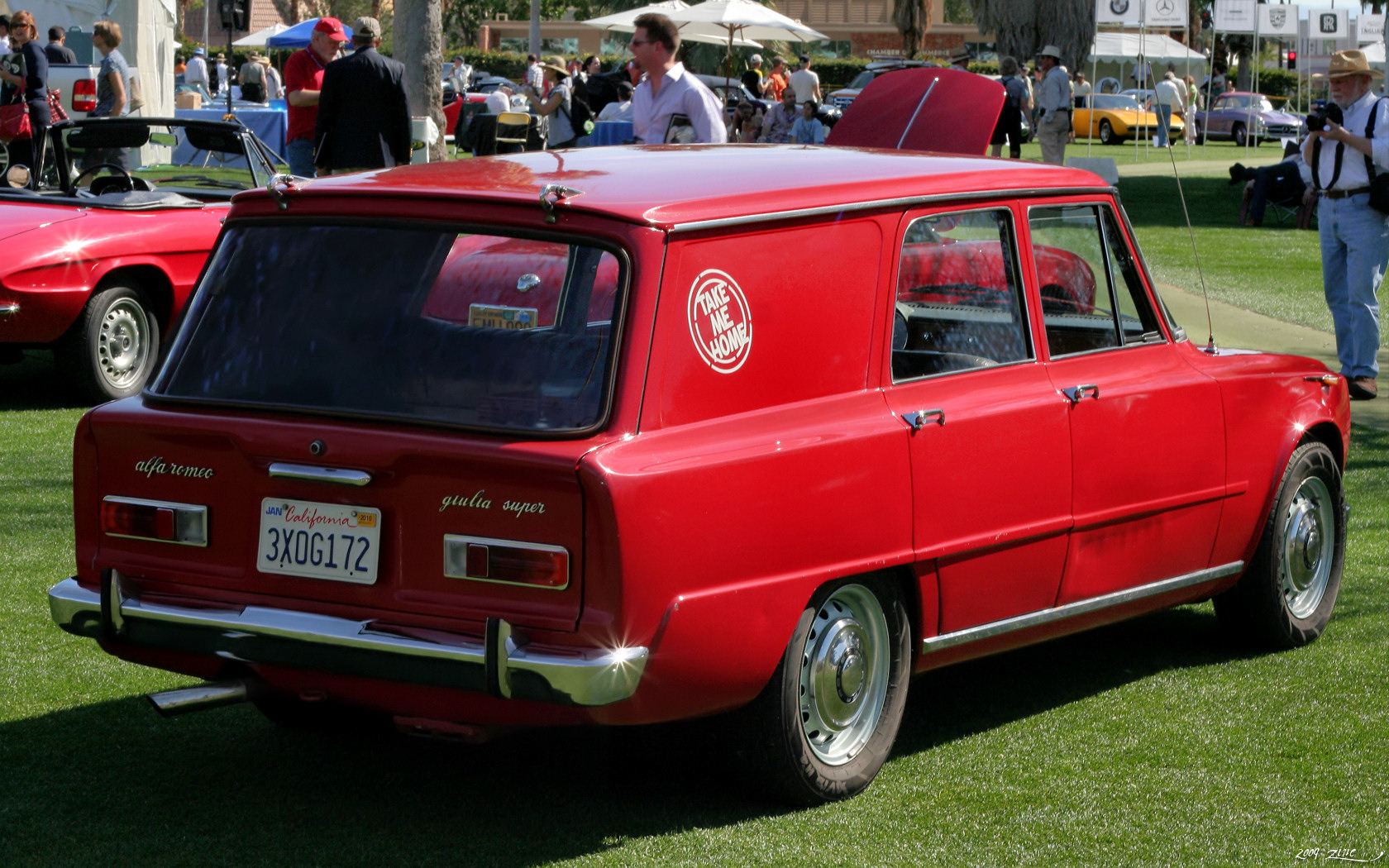
Giulia Promiscua (1967)

Alfa Romeo selbst fertigte keine Kombis, es waren Sonderaufbauten, deshalb hatten sie auch keine eigenen Alfa Romeo-Typennummern. Zu den bekannten Karosseriebauern, die Giulia-Limousinen zu Kombis umbauten, gehörten Carrozzeria Colli (Mailand), Giorgetti (Montecatini-Terme), Grazia (Bologna), Introzzi (Como), Marazzi (Caronno Pertusella).
Die Gesamtstückzahl der gebauten Kombimodelle von 1962 bis 1978 auf Basis der Giulia 1600 wird auf etwa 800 geschätzt, wobei Colli und Giorgetti mit Abstand die meisten bauten. Der Alfa Romeo-Werkschronist Luigi Fusi erfasste nur unvollständig 16 Giulias, die an Colli geliefert wurden. Die anderen Giulia-Kombis wurden offenbar ab Werk als normale Serien-Berlinas registriert. Colli und Giorgetti wurden mit Werks-Neuwagen beliefert. Die Kombis wurden Familiare, Giardinetta oder Promiscua genannt, dies waren aber keine offiziellen Typenbezeichnungen. Hauptkunden waren die italienische Polizei und die Carabinieri, aber auch Alfa Romeo-Servicewerkstätten und Privatkunden konnten einen Kombi bestellen. Zu der Ausstattung gehörten nach Wunsch eine klappbare Rücksitzbank, ein Stoff-Faltdach, sowie Funk, Sirene und Blaulicht. Es wurden sowohl Fahrzeuge mit Seitenscheiben hinten als auch mit seitlich geschlossenem Aufbau hergestellt. Die Heckklappe gab es in langer und kurzer Version (Anschlag bis Stoßstange oder bis Oberkante Heckblech). Die Colli-Kombis hatten eine lange Heckklappe. Giorgetti-Kombis hatten hinten eine gerade verlaufende, hohe Dachlinie, Colli-Kombis dagegen eine elegantere, leicht abfallende Dachlinie. Alfa Romeo Frankfurt a. M. verfügte über sechs Collis (Promiscua) als Servicefahrzeuge.

## Technik

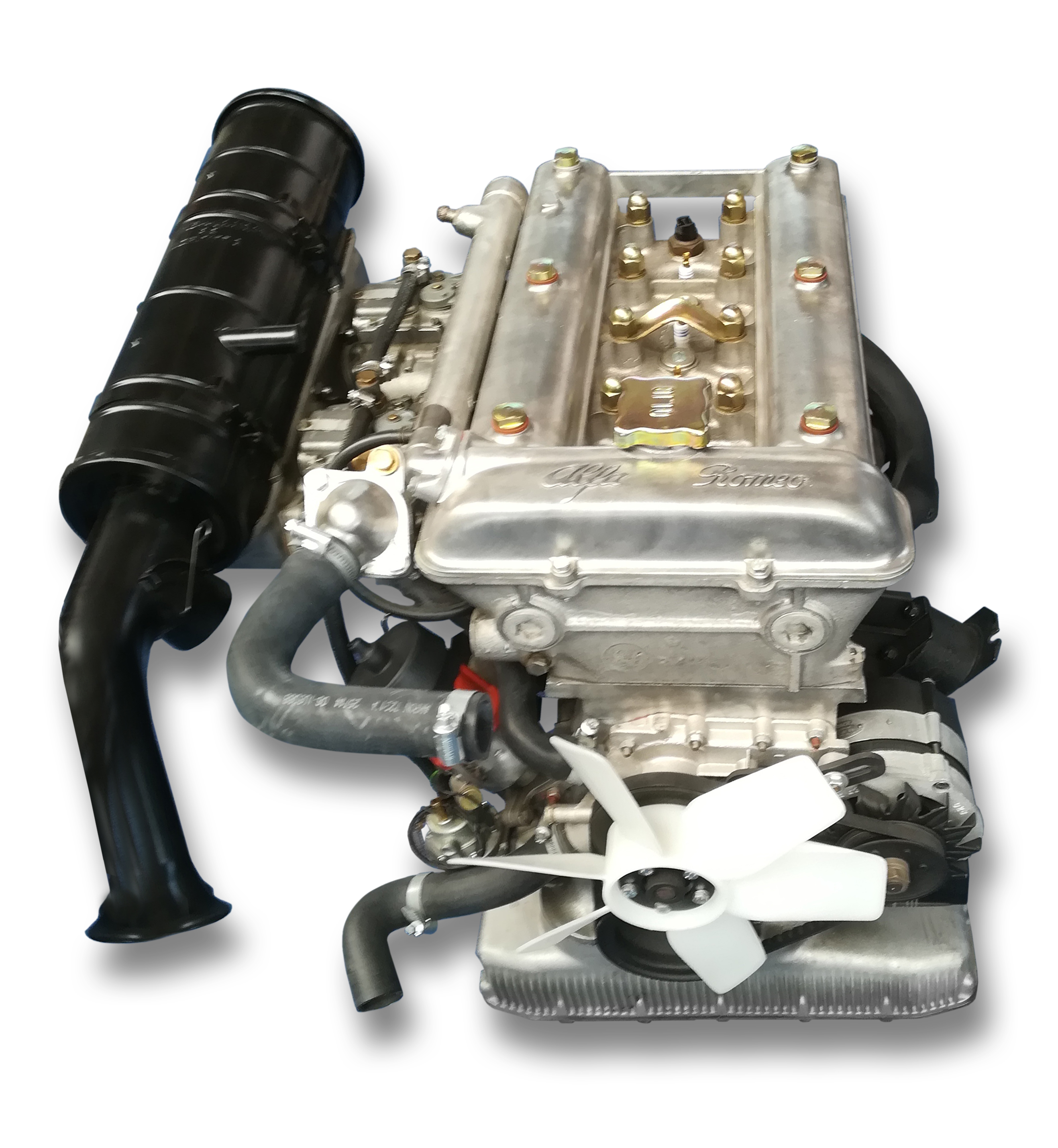
Der in der AR „Giulia“ verwendete 4-Zylinder-Reihenmotor mit zwei obenliegenden Nockenwellen (ital.: „Bialbero“). Hier in der 1600 cm³ Ausführung.

Der Antrieb der Giulia war konventionell mit längs eingebautem Motor und Hinterradantrieb konzipiert. Je nach Modell hatten die Motoren 1600 oder 1300 cm³.
Die Vierzylinder-Reihenmotoren der Giulia-Serie waren aufgrund der Motorsportgeschichte von Alfa Romeo sportlich und wegweisend modern konzipiert. Der für die gesamte Technik verantwortliche Giuseppe Busso entwickelte den neuen Motor, der 1954 erstmals bei der Giulietta 1300 erschien, auf Basis des auch von ihm entwickelten Alfa-Romeo-1900-Motors. Motorblock und Zylinderkopf sind aus Aluminium gefertigt. Die Kurbelwelle ist fünffach gelagert, die Kolben laufen in kühlwasserumspülten (nassen) Zylinderlaufbuchsen. Eine große, mit Kühlrippen versehene Ölwanne kühlt das Öl. Wie markenüblich hatten alle Ottomotoren einen Querstromzylinderkopf mit zwei kettengetriebenen obenliegenden Nockenwellen (DOHC), die Ventile wurden direkt über Tassenstößel betätigt. Die Brennräume im Zylinderkopf waren halbkugelförmig ausgelegt. Alle Modelle hatten eine Batteriezündung mit kontaktgesteuertem Zündverteiler. Mit diesen Motoren bot Alfa Romeo Rennsporttechnik für Straßenfahrzeuge. Leistungsstärkere Varianten unterschieden sich vor allem durch andere Vergaseranlagen bis hin zu zwei Doppelvergasern und höhere Verdichtungsverhältnisse. Das markante Laufgeräusch der Motoren hatte nicht unerheblich zum sportlichen Image der Giulia-Serie beigetragen. Ab Frühjahr 1976 wurde die Giulia-Nuova-Limousine auch mit einem 37 kW leistenden Dieselmotor von Perkins angeboten, allerdings mit nur geringem Erfolg.
Serienmäßig gab es bei der Giulia ein vollsynchronisiertes Fünfgang-Schaltgetriebe mit Porsche-Synchronisation.
Die vorderen Räder waren einzeln an doppelten Dreieckslenkern aufgehängt und mit einer Schnecken-Rollen-Lenkung (Hersteller ZF Friedrichshafen) oder mit einer Kugelumlauflenkung (Hersteller Burman/UK) versehen, hinten gab es eine unten an zwei Längslenkern und oben einem Dreieckslenker („Reaktionsdreieck“) geführte Starrachse. Das hypoidverzahnte Differential hatte ein Aluminiumgehäuse mit Kühlrippen. Alle Radaufhängungen waren mit Schraubenfedern und Teleskopstoßdämpfern versehen. Die ersten Giulia TI/TI Super hatten noch Trommelbremsen vorne und hinten, ab der Giulia 1300 (Mai 1964) gab es dann bei allen Modellen Scheibenbremsen rundum, immer hydraulisch betätigt.

## Produktion in Arese
Im Jahr 1959 wurde bei Alfa Romeo beschlossen, ein neues, großes Werk in Arese (Mailand) zu bauen. Orazio Satta Puliga war bei der Planung maßgeblich beteiligt, ursprünglich sollte dort die Produktion seiner Giulia beginnen. Die stark zunehmenden Produktionszahlen brachten das Werk von Portello an seine Kapazitätsgrenzen, eine räumliche Erweiterung war nicht mehr möglich. Anfang 1960 war Baubeginn in Arese, Ende 1963 wurde das neue Werk eröffnet. Portello blieb aber weiter für Aggregatebau und Kleinserien wie dem Alfa Tipo 33 Stradale in Betrieb. Die Fertigung der Giulia fand bis 1964 übergangsweise noch im alten Werk von Portello statt, nach Eröffnung dann in Arese. 1967 arbeiteten in Arese 20.000 Mitarbeiter, 500 Alfa Romeos verließen täglich das Werk. Arese gehörte zu den modernsten Automobil-Produktionsstätten weltweit. Für Alfa Romeo war das „Stabilimento di Arese“ beginnend mit der Giulia-Baureihe historisch der große, wichtige Schritt in eine moderne Massenproduktion, es war eine neue Ära der Firmengeschichte. Die 60er- und 70er-Jahre waren hinsichtlich der Absatzzahlen die erfolgreichsten Jahre von Alfa Romeo. Nach der Übernahme 1986 von Alfa Romeo durch den Fiat-Konzern wurde das alte Werk Portello geschlossen, das Werk Arese sukzessive abgebaut und dann 2005 geschlossen. Auf dem Werksgelände Arese befindet sich heute noch das Museo storico Alfa Romeo mit dem Centro Documentazione.

## Trivia

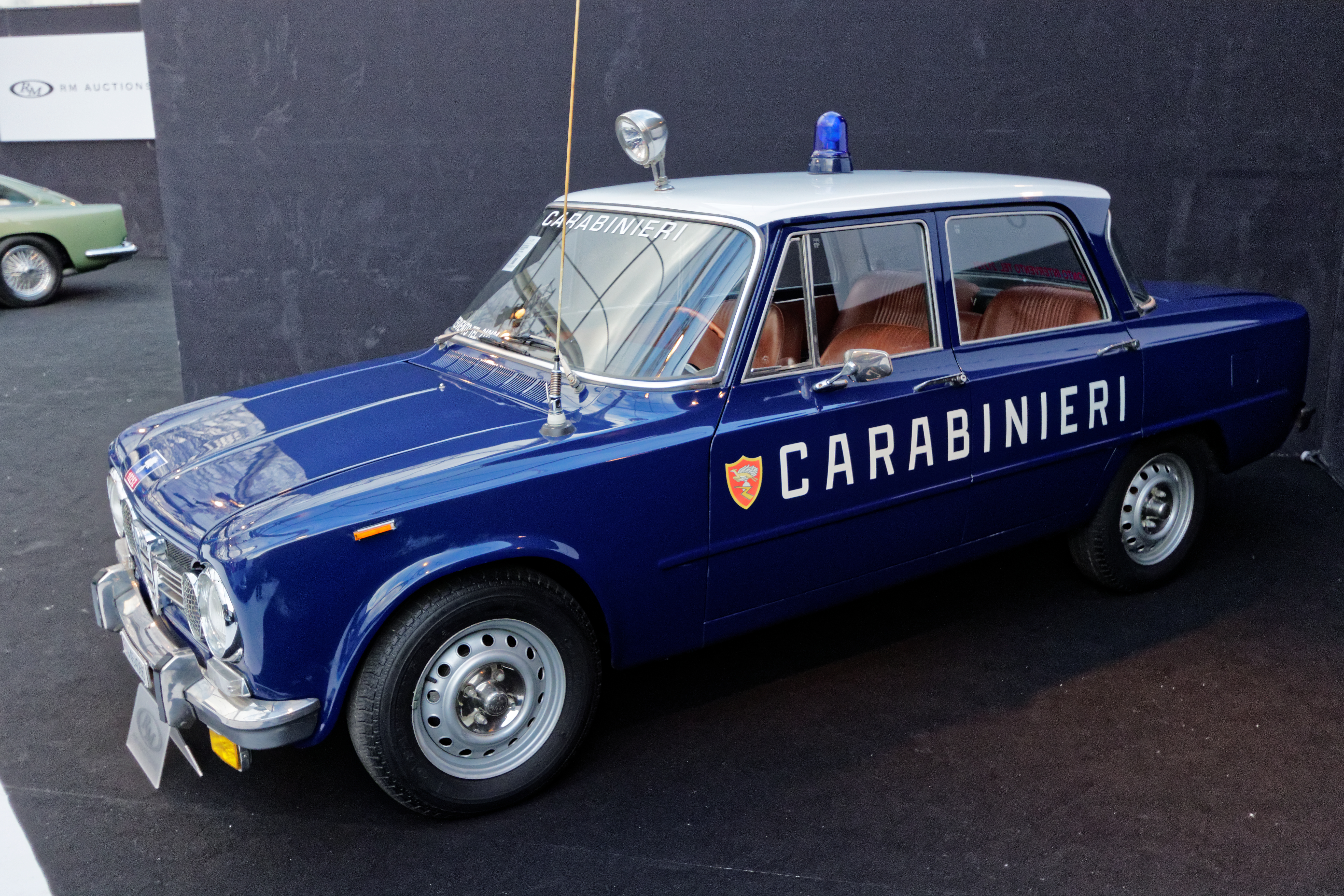
Giulia 1300 Super Carabinieri

- Es gab 1993 einen Kinofilm namens Giulia Super vom österreichischen Regisseur Michael Cencig.[11]
- Die RAF fuhr 1977 eine Giulia Super.[12]
- Der berühmte Motorjournalist Fritz B. Busch schrieb 1984 in der auto motor und sport den lesenswerten Artikel Ein Sommertag mit Giulia.[13]
- Die Giulia Limousine (und die Kombi) waren früher in Italien Dienstwagen der Carabinieri und der Polizei (Polizia Stradale, Polizia Municipale).
- Claus Theo Gärtner fuhr als Josef Matula in der Fernsehserie Ein Fall für Zwei eine Giulia Nuova.[14]